# Chlopsidae
Los clópsidos (Chlopsidae) son una familia de peces teleósteos del orden Anguilliformes, conocidos vulgarmente como falsas morenas. Se distribuyen por aguas tropicales y subtropicales del Atlántico, Índico y Pacífico.
Su nombre procede del griego: chloa (verde) + ops (similar a) por su coloración.
Tienen la abertura de las branquias pequeña, redondeada y situada lateralmente; la cabeza tiene una línea lateral de poros, ausente en el resto del cuerpo; piel sin escamas; uno o dos poros branquiales; algunas especies sin aletas pectorales.

## Géneros y especies
Existen 24 especies agrupadas en 9 géneros:
- Género Boehlkenchelys (Tighe, 1992)
  - Boehlkenchelys longidentata (Tighe, 1992)
- Género Catesbya (Böhlke y Smith, 1968)
  - Catesbya pseudomuraena (Böhlke y Smith, 1968)
- Género Chilorhinus (Lütken, 1852)
  - Chilorhinus platyrhynchus (Norman, 1922)
  - Chilorhinus suensonii (Lütken, 1852) - anguililla bembona o morena falsa bembona.
- Género Chlopsis (Rafinesque, 1810)
  - Chlopsis apterus (Beebe y Tee-Van, 1938) - morena falsa hocico-rayado.
  - Chlopsis bicollaris (Myers y Wade, 1941) - morena falsa de dos colores.
  - Chlopsis bicolor (Rafinesque, 1810) - falsa morena.
  - Chlopsis bidentatus (Tighe y McCosker, 2003)
  - Chlopsis dentatus (Seale, 1917) - morena falsa dientona.
  - Chlopsis kazuko (Lavenberg, 1988)
  - Chlopsis longidens (Garman, 1899)
  - Chlopsis olokun (Robins y Robins, 1966)
  - Chlopsis slusserorum (Tighe y McCosker, 2003)

- Género Kaupichthys (Schultz, 1943)
  - Kaupichthys atronasus (Schultz, 1953)
  - Kaupichthys brachychirus (Schultz, 1953)
  - Kaupichthys diodontus (Schultz, 1943)
  - Kaupichthys hyoproroides (Strömman, 1896) - anguililla de arrecife o morena falsa de arrecife.
  - Kaupichthys japonicus (Matsubara y Asano, 1960)
  - Kaupichthys nuchalis (Böhlke, 1967) - anguililla de collar o morena falsa de collar.
- Género Powellichthys (Smith, 1966)
  - Powellichthys ventriosus (Smith, 1966)
- Género Robinsia (Böhlke y Smith, 1967)
  - Robinsia catherinae (Böhlke y Smith, 1967)
- Género Thalassenchelys (Castle y Raju, 1975)
  - Thalassenchelys coheni (Castle y Raju, 1975)
  - Thalassenchelys foliaceus (Castle y Raju, 1975)
- Género Xenoconger (Regan, 1912)
  - Xenoconger fryeri (Regan, 1912)